# Exorcismo de Roland Doe
O exorcismo de Roland Doe foi um uma série de exorcismos realizadas em um menino anônimo no final da década de 1940, nos Estados Unidos, por padres da Igreja Católica Romana. O garoto de 14 anos (nascido em 1935), que foi documentado como "Roland Doe" ou "Robbie Mannheim" (pseudônimos utilizado pela Igreja Católica para preservar a identidade real do garoto possuído), foi a suposta vítima de possessão demoníaca, e os eventos foram registrados pelo padre presente, Raymond J. Bishop.
É um dos casos mais famosos de exorcismo na história americana, e seus eventos foram usados como elementos no romance O Exorcista, de 1971, cuja autoria é de William Peter Blatty, que por sua vez foi adaptado para o famoso filme de terror de 1973 com o mesmo título.

## História
Roland nasceu em 1 de junho de 1935 em uma família luterana de origem alemã. Durante a década de 1940, a família viveu em Cottage City, Maryland. De acordo com relatos, Roland era filho único e só brincava com os adultos em sua casa, principalmente com sua tia Harriet, que o tratava mais como um amigo. Esta mulher — uma espírita — apresentou-o ao jogo de ouija e a criança se interessou. Quando ela tinha 13 anos, sua tia morreu em St. Louis e vários livros presumem que Roland tentou contatá-la através do ouija. As tentativas de fazer tais contatos, como ensinados pela doutrina anglicana, aumentariam sua vulnerabilidade à posse.

### Posse e exorcismo
De acordo com o livro "Possessed: The True Story of an Exorcism", de autoria de Thomas B. Allen, a atividade paranormal começou logo após a morte da tia Harriet.Sons de passos, pés rangendo e outros ruídos estranhos, móveis que se moviam sozinhos, cheiro de excremento por toda a casa, luzes que se ligavam e desligavam por conta própria, e objetos comuns, como um vaso, eram suspensos ou levitados, uma imagem de Jesus tremia na parede como se estivesse sendo atingida por trás, e em uma ocasião, um recipiente de água benta nas proximidades caiu no chão. Nove padres, juntamente com 39 testemunhas assinaram os últimos escritos eclesiásticos documentando a experiência de Roland. Além disso, quarenta e oito colegas atestaram eventos arrepiantes que ocorreram ao redor de Roland enquanto estavam na escola; entre eles, o tempo que sua mesa começou a se mover para o corredor batendo em outros objetos. A família recorreu ao seu pastor luterano, o Reverendo Luther Miles Schulze. De acordo com a reportagem do Reverendo Schulze para o jornal The Evening Star (Washington) a criança foi examinada por médicos e psiquiatras que não puderam oferecer qualquer explicação para os eventos perturbadores que estavam ocorrendo. Schulze concordou com Roland passar a noite de 17 de fevereiro em sua casa, a fim de observá-lo. O menino dormiu em uma grande cama perto do ministro, que alegou ter testemunhado estranhos acontecimentos durante toda a noite. Ele relatou que no escuro ele ouviu vibrações de cama e arranhões na parede; uma poltrona pesada em que o menino se sentou se inclinou e acabou caindo, uma pilha de cobertores em que a criança estava se levantando e se movendo ao redor da sala, socando as pessoas no rosto. O reverendo concluiu que havia algo de mal em torno de Roland e decidiu que um exorcismo de rito luterano deveria ser praticado.
De acordo com a história tradicional, foi praticado um primeiro exorcismo na criança sob os auspícios da Igreja Episcopal (Anglicana) e, em seguida, referiu-se a Edward Hughes, um padre católico, que depois de examiná-lo na Igreja de St. James, o transferiu para exorcizá-lo no Hospital Universitário de Georgetown, uma instituição jesuíta.
Uma vez iniciado, o ritual deve ter sido suspenso como Roland causou ao pastor uma ferida que exigia sutura. Como resultado, a criança voltou para casa para sua família. Então, a partir do aparecimento de vergões estranhos em seu corpo, como a sangrenta inscrição de "St. Louis" em seu peito (o lugar onde tia Harriet tinha morrido), seus parentes se desesperaram e tomaram o trem de volta para St. Louis. Enquanto estava na cidade, seu primo entrou em contato com um de seus professores da Universidade de St. Louis: o Reverendo Raymond J. Bishop, que por sua vez falou com o Reverendo William S. Bowdern, um homem ligado à academia da Igreja. Ambos os sacerdotes visitaram Roland na casa de seus parentes e lá notaram sua aversão a tudo o que é sagrado, sua voz gutural, uma cama tremendo e objetos voadores. O Padre Bowdern pediu permissão ao arcebispo para expulsar a praga dos demônios que possuíam o menino. A autorização foi concedida com a exigência de que Bowdern fosse o responsável, que ele não divulgasse o local e que ele carregasse uma crônica detalhada dos fatos.
Antes de iniciar o ritual, o frei Walter Halloran foi convocado pela seção psiquiátrica do hospital para ajudar Bowdern. O reverendo William Van Roo, um terceiro padre jesuíta, também veio ajudar outros. Halloran afirmou que durante o episódio palavras como "mal" e "inferno" junto com outras marcas apareceram no corpo do jovem,que também quebrou o nariz durante o processo Trinta exorcismos foram realizados por várias semanas e, finalmente, quando o último ritual foi concluído, todos testemunharam uma espécie de barulho muito intenso (como o de uma espingarda ou trovões) que deixou o hospital. Após os rituais, a família nunca mais teve problemas e voltou para casa. O menino tornou-se um homem de sucesso, casado e feliz, com filhos e netos.

## Relatos
Em meados de 1949, vários artigos de jornais publicaram relatos anônimos de uma suposta posse e exorcismo. Acredita-se que a fonte desses relatórios seja o ex-pastor da família, Luther Miles Schulze. De acordo com um relato, um total de "quarenta e oito pessoas testemunharam este exorcismo, nove deles jesuítas".
Outras provas do caso são os testemunhos do padre Halloran — que posteriormente disse aos jornalistas que foi muito manipulado pela imprensa para dizer o que as pessoas queriam ouvir — e os diários feitos tanto no hospital da Universidade de Georgetown quanto na Universidade de St. Louis.
Relatos da história também podem ser encontrados em jornais da época. O "The Washington Post", que usava, basicamente, relatos de Luther Miles Schulze, o primeiro pastor a atender o garoto. Outras publicações, como o "The Evening Star", além dos jornais locais de Mount Rainier, apenas usavam uma série de suposições em cima da história.
O autor Thomas B. Allen fez uma série de pesquisas e entrevistas para o seu livro "Possessed: The True Story of an Exorcism". De acordo com o livro, o padre jesuíta Walter Halloran foi uma das últimas testemunhas oculares sobreviventes dos eventos e participou do exorcismo. Allen escreveu que um diário mantido pelo padre Raymond J. Bishop detalhava o exorcismo realizado no pseudônimo identificado "Roland Doe" conhecido como "Robbie". Falando em 2013, Allen "enfatizou que a prova definitiva de que o menino conhecido apenas como "Robbie" estava possuído por espíritos malévolos é inatingível". Segundo Allen, Halloran também "expressou seu ceticismo sobre possíveis eventos paranormais antes de sua morte". Quando perguntado em uma entrevista para fazer uma declaração verificando que o menino tinha realmente sido demonicamente possuído, Halloran respondeu dizendo: "Não, eu não posso ir no registro. Eu nunca fiz uma declaração absoluta sobre as coisas porque eu não me sentia qualificado".

## Na cultura popular

### Literatura e cinema
- O caso do exorcismo de Roland Doe inspirou o romance de 1971 de William Peter Blatty, que por sua vez foi adaptado para o filme de terror de 1973 com o mesmo título.[7]
- O caso também inspirou o filme Possessed, de 2000, que se diz estar mais próximo da história do livro de Thomas B. Allen.[7]
- Um documentário foi feito sobre o caso, intitulado "In the Grip of Evil".[8]
- Outro documentário foi feito em 2010 intitulado "The Haunted Boy: The Secret Diary of the Exorcist", onde um grupo de investigadores viaja para o local em questão e descobre o diário que é dito ser mantido por William S. Bowdern.[9]